# Miquel Desclot
Miquel Creus i Muñoz (Barcelona, 20 de març de 1952), més conegut com a Miquel Desclot, és un escriptor, poeta i traductor català, també escriu llibrets d'òpera. Ha estat traduït al castellà, al francès, al gallec i a l'èuscar. Viu a Castellar del Vallès.

## Obres

### Traducció
- 2016: Cançoner, de Francesco Petrarca (Edicions Proa)[1][2]

### Poesia
- 1971: Ira és trista passió
- 1974: Viatge perillós i al·lucinant a través de mil tres-cents vint-i-set versos infestats de pirates i de lladres de camí ral
- 1978: Cançons de la lluna al barret
- 1983: Juvenília
- 1987: Auques i espantalls
- 1992: El llevant bufa a ponent
- 1992: Com si de sempre
- 2006: Fantasies, variacions i fuga
- 2020: Despertar-me quan no dormo
- 2002: En coixí d’herba.

### Poesia infantil i juvenil
- 1987: Música, mestre!
- 1995: Oi, Eloi?
- 2001: Més música, mestre!
- 2003: Menú d'astronauta
- 2004: Bestiolari de la Clara
- 2012: Guia poca-solta
- 2012: El domador de paraules
- 2016: Un barret de cançons.

- 2022: Bebè [amb Antonio Rubio]
- 2022: Do re mi [amb Antonio Rubio]
- 2022: Nas de pallasso

### Prosa
- 1992: Llibre de Durham
- 1994: Montseny, temps avall
- 1996: Veïna de pedra viva
- 2002: Pare, saps què?
- 2004: Muntanyes relegades

### Narrativa infantil i juvenil
- 1971: El blanc i el negre
- 1971: La casa de les mones
- 1973: Fava, favera
- 1973: El gran joc dels colors
- 1978: Itawa
- 1980: A la punta de la llengua
- 1980: Waïnämöïnen
- 1983: No riu el riu
- 1986: Què descobreix l'Atlàntida
- 1986: Set que no dormen a la palla
- 1988: Barraca de nas
- 1991: Més de set que no dormen a la palla
- 1993: La cadena d'or
- 1994: Flordecol
- 1995: Amors i desamors d'Oberó i Titània
- 1995: Lluna de mel al palau de vidre
- 1996: Viatge inaugural a l'Antitetànic
- 1996: El casament del llapis i la goma
- 1997: La flauta màgica
- 1997: De llavis del Gran Bruixot: els herois de Kalevala
- 1997: La cançó més bonica del món
- 1998: El barber de Sevilla
- 2004: Nas de barraca
- 2004: Aristòtil entre escombraries
- 2004: Amor a mar
- 2005: Les mines del rei Xang Phi Nyo
- 2007: Des de Lapònia, amb amor
- 2008: Pallufet & Ventafloc

- 2008: Vola qui vol. Barcelona
- 2012: Guia poca-solta
- 2019: Animals [amb Antonio Rubio]
- 2019: Fruites [amb Antonio Rubio]
- 2019: Oi, Eloi?
- 2020: Jo tinc un moc.
- 2021: Joguines.
- 2021: Viatges.

### Teatre
- 1997: Història del sultà
- 2002: Tot esperant l'emperador

### Crítica literària, assaig, didàctica
- 1977: Una teoria sintàctica per a l'escola[3]
- 2022: L'edat d'or de la música

### Discografia
- 1986: La cançó més bonica del món
- 1994: Fills del segle amb música d'Albert Guinovart
- 2002: Transatlàntida amb música de Baltasar Bibiloni
- 2003: Cançó a cau d'orella amb música de Josep Vila i Casañas
- 2004: Un concert desconcertant amb música d'Antoni Ros Marbà

## Premis
- 1971: Premi Amadeu Oller de poesia per Ira és trista passió
- 1972: Premi Màrius Torres de poesia per El riu de lava
- 1985: Premi Josep Maria de Sagarra de traducció teatral per Les mamelles de Tirèsies de Guillaume Apollinaire
- 1985: Premi Lola Anglada de narrativa infantil per Set que no dormen a la palla
- 1987: Premi Pere Quart d'humor i sàtira per Auques i espantalls trecs
- 1988: Premi de la Generalitat a la millor traducció en vers per Llibres profètics de Lambeth, I: Profecies polítiques de William Blake
- 1988: Premio Nacional de traducción de literatura infantil per Versos perversos de Roald Dahl
- 1993: Premi Crítica Serra d'Or de memòries per Llibre de Durham
- 1993: Premi Crítica Serra d'Or de poesia per a infants per Bestiolari de la Clara
- 1996: Premi Cavall Verd Rafael Jaume de traducció poètica per Per tot coixí les herbes (versions de la lírica japonesa)
- 1997: Premis Literaris Ciutat d'Olot de Novel·la Juvenil (Premi de la Caixa de Girona) per De llavis del gran bruixot
- 2000: Premi Crítica Serra d'Or de traducció per Saps la terra on floreix el llimoner: Dante, Petrarca, Michelangelo
- 2000: Premi de traducció Vidal Alcover
- 2002: Premi Nacional de literatura infantil i juvenil de les Lletres Espanyoles per Més música, mestre!
- 2015: Premi Aurora Díaz-Plaja per Glossa i lectura d'alguns dels poemes de Joana Raspall, dins el V Congrés de Literatura Infantil i Juvenil Catalana.[4]
- 2016: Premi Ciutat de Barcelona de Traducció en llengua catalana per Cançoner de Francesco Petrarca
- 2020: Premi Carles Riba per Despertar-me quan no dormo[5]